# Abraham van Doorn van der Boede
Abraham van Doorn van der Boede (17 juin 1760 - Essequibo (Guyana) ✝ 31 mai 1814 - Flessingue, royaume des Pays-Bas), est un homme politique néerlandais.

## Biographie
Après des études de droit, Abraham van Doorn van der Boede fut reçu docteur en droit à Utrecht.
Après s'être fixé à Flessingue, il devint conseiller d'État, puis bourgmestre jusqu'en 1795,  membre du comité de la Marine (1796-1797).
Il exerça des fonctions administratives après le 18 brumaire, devint préfet de la province de Zélande dans le nouveau royaume de Hollande (1807).
Il était conseiller d'État en service extraordinaire depuis 1810, lorsqu’il fut choisi par l'Empereur (sur une liste proposée par le préfet des Bouches-de-l'Escaut), le 19 février 1811, pour représenter ce département au Corps législatif (1811-1814).
Il fut créé Chevalier de l'Empire et de l'Ordre de la Réunion le 16 mai 1813.

## Fonctions
- Docteur en droit à Utrecht ;
- Conseiller d'État ;
- Bourgmestre de Flessingue (jusqu'en 1795) ;
- Membre du comité de la Marine (1796-1797) ;
- Préfet de la province de Zélande (royaume de Hollande, 1807) ;
- Conseiller d'État en service extraordinaire (1810) ;
- Député des Bouches-de-l'Escaut Corps législatif (19 février 1811 - 1814).

## Titres
- Chevalier de l'Empire (16 mai 1813).

## Distinctions
- Chevalier de l'Ordre de la Réunion (16 mai 1813).

## Règlement d'armoiries
« Armes de Chevalier de l'Empire : D'or, à trois branches de corail au naturel, soutenues de sinople ; champagne d'azur du tiers de l'écu, chargée du signe des chevaliers de l'Ordre impérial de la Réunion. »